# Marcus Minucius Rufus (Konsul 221 v. Chr.)
Marcus Minucius Rufus († 2. August 216 v. Chr. bei Cannae) war ein römischer Konsul (221 v. Chr.), kämpfte 217 v. Chr. als Magister equitum des Diktators Quintus Fabius Maximus Verrucosus gegen den großen karthagischen Feldherrn Hannibal und fiel in der für die Römer verheerenden Schlacht von Cannae.

## Leben
Der Vater und Großvater des Marcus Minucius Rufus hießen beide Gaius Minucius, sind aber sonst unbekannt.
221 v. Chr. war Minucius Konsul (zusammen mit Publius Cornelius Scipio Asina). Da die Histrier oft Plünderungen verübten, bekämpfte sie Minucius zwar erfolgreich, ohne sie aber dauerhaft unterwerfen zu können.
Nachdem die Römer im Zweiten Punischen Krieg verheerende Niederlagen gegen Hannibal hatten einstecken müssen, zuletzt in der Schlacht am Trasimenischen See (217 v. Chr.), suchten sie in ihrer verzweifelten Lage einen Ausweg durch die Bestellung eines Diktators. Dieses Amt erhielt der später als „Zauderer“ (Cunctator) in die Geschichte eingegangene Quintus Fabius Maximus, während Minucius sein Magister equitum wurde. Beide wurden nach dem ausdrücklichen Zeugnis des Polybios durch das Volk gewählt, obwohl üblicherweise ein Konsul den Diktator bestimmte und dieser seinen Reiteroberst. Aber die außergewöhnliche Krisensituation sowie die Tatsache, dass der eine Konsul, Gaius Flaminius, gefallen und der andere, Gnaeus Servilius Geminus, von Rom abgeschnitten war, machten diese Volkswahl nötig. Wahrscheinlich hatte Minucius daher von Anfang an schon wesentlich mehr Rechte gegenüber dem Diktator Fabius als normal üblich. Die beiden Männer stammten aus völlig unterschiedlichen Milieus, vertraten gänzliche andere Kriegsstrategien und waren auch altersmäßig ein ungleiches Paar. So gehörte Fabius einer der ältesten Patrizierfamilien an. Dagegen begann Minucius seine Karriere praktisch als Homo novus und war wohl etwa 20 Jahre jünger als der zirka 60-jährige Diktator. Mit seiner defensiven militärischen Strategie stand Fabius in schroffem Gegensatz zur viel offensiveren Kampfesweise des Minucius, der mit dieser Einstellung zur Kriegsführung jener des in der Schlacht am Trasimenischen See gefallenen Konsuls Gaius Flaminius und jener des Konsuls des nächsten Jahres, Gaius Terentius Varro, nahestand. Wahrscheinlich gehörten daher beide Männer generell verschiedenen Parteien im Senat an. Ihre großen Unterschiede wurden in den jüngeren Quellen noch weiter ausgemalt und verschärft dargestellt. Vom Geschichtsschreiber Livius, vom Biographen Plutarch und anderen Autoren wurde Minucius noch negativer charakterisiert als vom ältesten überlieferten und ziemlich zuverlässigen Historiker Polybios und ihm die überlegene Weisheit des Fabius gegenübergestellt.
Zunächst stellte Minucius zwei neue Legionen auf, wie es der Diktator befohlen hatte, und brachte sie ihm zum Treffpunkt in Tibur (heute Tivoli bei Rom) mit. Beide hatten nun vier Legionen zur Verfügung und zogen nach Apulien, um auf Hannibal zu stoßen. Die zögerliche und vorsichtige Kriegsführung des Fabius verärgerte die Armee und insbesondere Minucius. Um den Diktator zu einer Schlacht zu reizen, verbrannte Hannibal viele fruchtbare Gebiete in Kampanien, insbesondere die Weinbauregion des Falernergaus, aber Fabius blieb bei seiner Taktik und folglich mussten seine Männer tatenlos der Zerstörungswut der Karthager zuschauen. Minucius und andere Offiziere übten harsche Kritik an dieser Defensivstrategie. Dann misslang Fabius auch der an und für sich gut geplante Überfall auf den in die Winterquartiere ziehenden Hannibal, dem die Römer seine Beute wieder abjagen wollten. Natürlich wurde der Diktator dadurch weiter angefeindet.
Zwar hatte Minucius bei dem letztgenannten Angriff auf Hannibal schon ein eigenständiges Kommando über einen Teil der Truppen erhalten, doch bekam er den Befehl über die gesamte Streitmacht erst, als Fabius kurz darauf wegen religiöser Zeremonien nach Rom reisen musste. Den Befehl des Diktators, an der zurückhaltenden Kriegsführung festzuhalten, ignorierte der Magister equitum. Hannibal, der ein befestigtes Winterquartier in dem an der Grenze von Samnium und Apulien gelegenen Ort Gerunium eingerichtet hatte, schickte große Teile seiner Armee zur Sammlung von Getreide in der weiteren Umgebung aus. Minucius konnte zunächst bei einem Vorgeplänkel einen in der Nähe von Hannibals Lager gelegenen Hügel erobern. Viele punische Soldaten mussten aber weiterhin Vorräte für den Winter einsammeln. Als infolgedessen ihr Lager besonders schwach bewacht war, ließ Minucius zum Angriff blasen. Sein schwerbewaffnetes Fußvolk griff Hannibal im Lager an, während seine Reiter die Fourageure niederhieben. Der Karthagerführer konnte sein Quartier und die Magazine nur mit Mühe behaupten, nachdem ihm Hasdrubal Verstärkungen zugeführt hatte. Minucius zog sich daraufhin wieder zurück, hatte aber jedenfalls einen gewissen Erfolg errungen.
Dieser zumindest teilweise Sieg wurde von Minucius in übertreibender Darstellung nach Rom gemeldet. Der von Minucius aufgebauschte Sieg hinterließ in der Hauptstadt großen Eindruck. Generell war man mit der „unrömisch“ defensiven Kriegsführung des Fabius sehr unzufrieden. Nach Livius und Plutarch verlangte der Volkstribun Marcus Metilius ein Plebiszit, das Minucius in der Macht dem Fabius gänzlich gleichstellen sollte. Auf Drängen des Gaius Terentius Varro wurde das Plebiszit auch abgehalten. Einmalig in der römischen Geschichte und aller Tradition widersprechend wurden so Fabius und Minucius durch Volksbeschluss als Diktatoren für denselben Aufgabenbereich gewählt, wie nur Polybios wahrheitsgetreu berichtet, dessen Angaben durch die 1862 erfolgte Auffindung einer Weihinschrift des Minucius bestätigt wurden. Die jüngeren Quellen berichten nur, dass der Reiteroberst die gleiche Vollmacht im militärischen Kommando erhielt, nennen ihn aber nicht explizit Diktator.
Da es jetzt zwei völlig gleichberechtigte Diktatoren gab, stellte sich das Problem, wie nun das vier Legionen umfassende Heer geleitet werden sollte. Fabius unterbreitete seinem Kollegen die beiden Möglichkeiten, entweder das Kommando über das ganze Heer regelmäßig zwischen ihnen zu wechseln oder die Truppen in zwei Hälften bei getrennten Lagern zu teilen, worauf Minucius die zweite Variante wählte. Im Gegensatz zu dieser vom vertrauenswürdigen Polybios gebrachten Version drehen alle späteren Autoren die Rollen der beiden Männer um: Danach machte Minucius den erwähnten Vorschlag und wies Fabius daraufhin die erstere Möglichkeit zurück. Nun ließ sich Minucius rasch von Hannibal zu einem Gefecht verlocken. Zwischen ihren Lagern befand sich ein Berg, den Hannibal zum Angriffsziel seines Gegners auserkoren hatte. Mehr als 5000 Punier, aufgeteilt in mehrere Gruppen, bezogen in der Nacht in versteckten Höhlen und Gruben im Tal des Fortore Stellung, um aus diesem Hinterhalt in den Kampf eingreifen zu können. Als dann in der Dämmerung eine kleine Streitmacht der Punier den Berg erstürmte, ließ Minucius zunächst Reiter und Leichtbewaffnete, nach Zuzug von Verstärkungen auf feindlicher Seite beide Legionen gegen den Hügel vorrücken. Nun griffen aber die versteckt in den Höhlen und Gruben wartenden Karthager die römischen Soldaten im Rücken an, so dass diese wahrscheinlich schwer geschlagen, vielleicht sogar ganz aufgerieben worden wären. Da kam Fabius mit seinen Truppen rechtzeitig zu Hilfe und rettete seinen Kollegen.
Nicht nur die Unvorsichtigkeit des Minucius im Vergleich zur vorausschauenden Zurückhaltung des Fabius wird von den jüngeren Quellen eingehend und übertrieben gezeichnet, sondern auch die seinem Helfer entgegengebrachte Reue und Dankbarkeit des Minucius. Dieser soll sich nun auch wieder dem Oberbefehl des Fabius unterstellt haben. Dass Minucius von seinem Amt als Diktator zurücktrat, widerspricht aber der Angabe des Polybios, dass die Diktatoren erst nach der Wahl der Konsuln des Jahres 216 v. Chr. ihr Amt niederlegten, und auch der des Livius, dass der eine Konsul des Jahres 217 v. Chr., Gnaeus Servilius Geminus, das Kommando über die zwei Legionen des Minucius und der als Ersatz für den gefallenen Gaius Flaminius nominierte Suffektkonsul Marcus Atilius Regulus den Befehl über die zwei Legionen des Fabius erhielt, die Heere also bis dahin offenbar weiter geteilt waren. Demnach wurde nur die Trennung des Heeres aufgehoben, aber Minucius dankte nicht wie von der römischen Annalistik behauptet vor Fabius als Diktator ab, sondern beide gleichzeitig nach Auslaufen ihrer Amtszeit, indem sie ihre Truppen ihren Nachfolgern übergaben.
Als 216 v. Chr. unzählige Römer bei der katastrophalen Niederlage in der Schlacht von Cannae gegen Hannibal fielen, waren zahlreiche Adelige darunter, so auch Minucius, der als einer der Befehlshaber im römischen Zentrum fungiert hatte. In den Augen seiner Landsleute starb er einen Heldentod.